# Bjarne Holmqvist
Bjarne Holmqvist, född 8 september 1945, död 12 oktober 2019 i Göteborg, var en svensk företagsledare.

## Biografi
Bjarne Holmqvist tog civilingenjörsexamen i maskinteknik på Chalmers 1973 och var 1970–1971 studentkårens ordförande. Han var 1993-2005 verkställande direktör för Gunnebo. Han var 2001–2002 styrelseledamot i Kaupthing Bank Sverige AB.
Efter 21 år som börs-vd startade Holmqvist en ny karriär med basen i verkstadskoncernen Wenmec, med tillverkning i värmländska Kil, Kristinehamn och Nanjing i Kina.
Holmqvist invaldes 2008 som ledamot av Ingenjörsvetenskapsakademien. Han tilldelades 2004 Chalmersska Ingenjörsföreningens Gustaf Dalénmedaljen och erhöll 2011 Chalmersmedaljen.
Engagemanget för Chalmers i allmänhet och Chalmers studentkår var starkt, vilket visades genom ordförandeskap i AB Chalmers Studentkårs Företagsgrupp 2001-2015, ordförandeskap i Rektors Rådgivande Kommitté, RÅK, och ordförandeskap i stiftelsen Chalmers Industriteknik.
Holmqvist var under många år konsul till Belgien, med honorärkonsulat på Gunnebos huvudkontor på Drakegatan i Göteborg och senare i kontoret för Wenmec på Chalmers teknikpark.